# Miss België

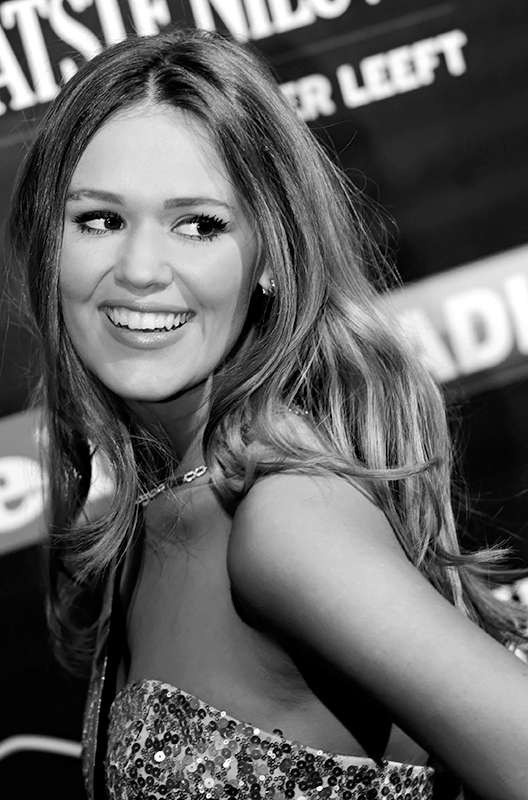
Annelies Törös, Miss België 2015, foto uit 2015

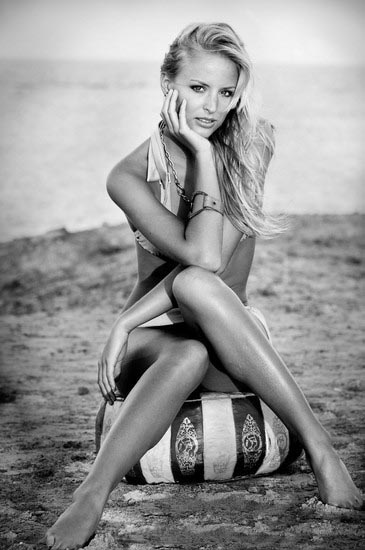
Alizée Poulicek, Miss België 2008, foto uit 2007

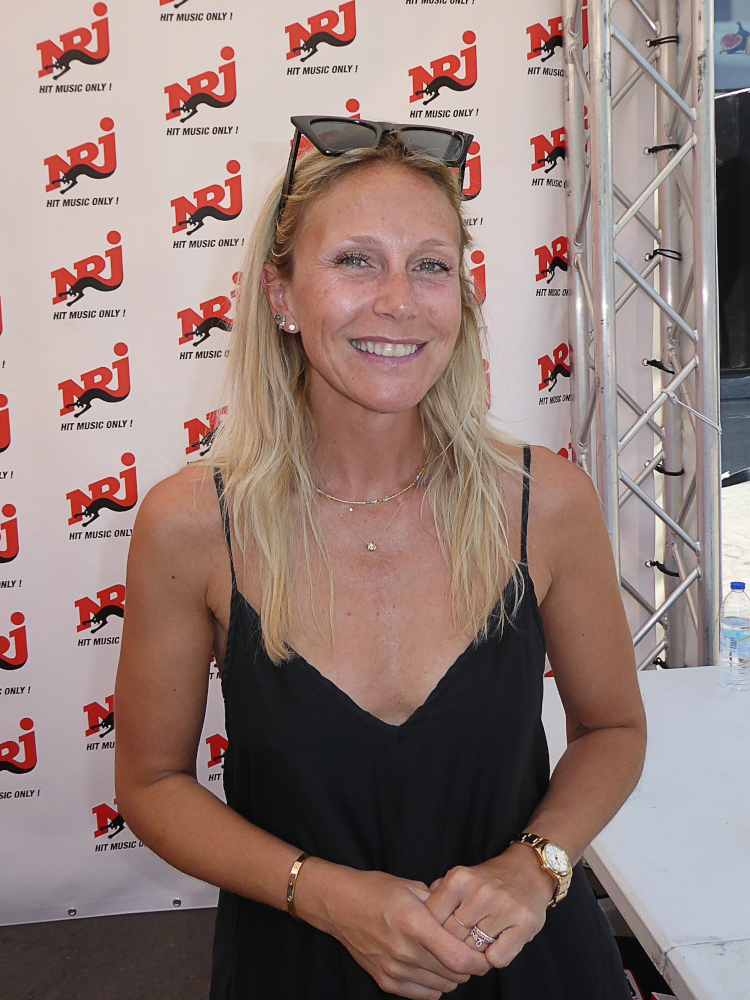
Julie Taton, Miss België 2003, foto uit 2022

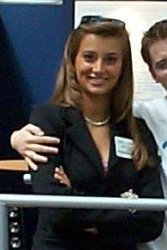
Véronique De Kock, Miss België 1995, foto uit 2006

Miss België (Frans: Miss Belgique) is de grootste missverkiezing van België. De huidige miss is Karen Jansen.

## Geschiedenis

### Miss Kust
De eerste verkiezing vond plaats in 1919 en was een promotiestunt van de Waalse krant La Dernière Heure. De verkiezing werd aan de kust georganiseerd, waar immers niet raar werd opgekeken als vrouwen in badpak rondliepen. Doordat de oproep voor kandidates alleen in La Dernière Heure was geplaatst, kwamen de meeste deelneemsters uit Wallonië. Overigens werd de wedstrijd gewonnen door een Britse die aan de Belgische kust op vakantie was. De wedstrijd was voor de krant een commercieel succes, dus ook in de volgende jaren werd de verkiezing weer georganiseerd. Omdat het evenement steeds weer in een kustplaats werd georganiseerd, kregen de winnaressen de titel Miss Kust/Miss Litoral.

### Koningin van het strand
In 1928 ging de verkiezing voor Miss Europe van start, maar België mocht niet meedoen: er was immers geen officiële Miss België maar slechts een Miss Kust. Daarom moest de naamgeving veranderen en zou er voortaan een Miss België worden gekozen. De journalist Jean-Jacques Fortis nam nu de organisatie in handen, maar sloot nog wel aan bij de traditie om het evenement aan de kust - namelijk in Blankenberge - te houden. Onbedoeld werd de winnares Koningin van het strand genoemd in plaats van Miss België. Winnares was de Waalse Ann Koyaert.

### Eerste Miss België
De eerste echte Missverkiezing werd ingericht in 1929. De Brusselse Jenny Vanparays won toen de titel. Onderdeel van de wedstrijd was opnieuw de badpakronde, die destijds werd beschouwd als een bevrijding voor de vrouw. Verder werden de deelneemsters opgemeten in een speciale kast om te bepalen of ze voldeden aan het ideaalbeeld met de juiste maten.
In 1930 volgde Netta Duchâteau uit Namen. Deze verkiezing vond plaats in Antwerpen. Ze won vervolgens in Texas ook de verkiezing voor Miss Universe.

### Na de Tweede Wereldoorlog
Van 1969 tot 2014 was het de gewoonte dat de winnares België vertegenwoordigde op de internationale verkiezingen Miss World, Miss Universe en Miss International.
De organisatie van het evenement was van 1969 tot 2005 in handen van Cécile Müller. Zij verkocht de missverkiezing vervolgens aan Darline Devos.

#### Dolle Mina
De editie van 1971 werd op stelten gezet door een actie van de Dolle Mina's en het Front de Libération des Femmes. Hun affiches Miss België = veewedstrijd waren in de Antwerpse en Brusselse straten te zien, maar niemand wist dat groepslid Danielle Colardyn door de selectie was geraakt. Tijdens de finale stapte ze uit de rij, vuist in de lucht en roepend Nee aan de uitbuiting van de vrouw! Televisiekijkend België zag vervolgens hoe twee feministes uit het publiek het podium beklommen, een spandoek ontrolden en flyers uitdeelden. Een geplande discussie met het publiek werd verhinderd doordat politie de actievoerders verwijderde.

#### Terugval aantal kijkers
In de 21e eeuw heeft de wedstrijd aan populariteit ingeboet. Het aantal televisiekijkers nam gestaag af: in 2002 haalde de wedstrijd bij de Vlaamse zender VTM nog ruim 1 miljoen kijkers, maar dat zakte in 2006 naar 770.00. In 2011 werd de wedstrijd uitgezonden op VijfTV en behaalde slechts 187.325 kijkers.

#### Dreiging van een aanslag
In 2023 werden een man en vrouw opgepakt voorafgaan aan de verkiezingsavond in De Panne. De man werd er van verdacht een aanslag te willen plegen. De verkiezing kon die avond wel gewoon doorgaan.

### Kritiek
Er zijn in 2014 beschuldigingen geuit van fraude en over oneerlijkheid tijdens de verkiezingen. Deze beschuldigingen zijn door de organisatie tegengesproken.
Van Waalse zijde kwam er in 2019 kritiek over het lage aantal Franstalige winnaressen. In 90 jaar tijd was een derde van het aantal Missen Franstalig; tussen 1980 en 2019 ging het om slechts negen Franstaligen.

## Winnaressen
Hieronder volgen de winnaressen van de Miss België-verkiezing sinds 1968.
| Jaar | Winnares                    | Stad/gemeente       | Provincie/gewest |
| ---- | --------------------------- | ------------------- | ---------------- |
| 2025 | Karen Jansen                | Lommel              | Limburg          |
| 2024 | Kenza Ameloot               | Sint-Amandsberg     | Oost-Vlaanderen  |
| 2023 | Emilie Vansteenkiste        | Elewijt             | Vlaams-Brabant   |
| 2022 | Chayenne Van Aarle          | Antwerpen           | Antwerpen        |
| 2021 | Kedist Deltour              | Nazareth            | Oost-Vlaanderen  |
| 2020 | Celine Van Ouytsel          | Herentals           | Antwerpen        |
| 2019 | Elena Castro Suarez         | Antwerpen           | Antwerpen        |
| 2018 | Angeline Flor Pua           | Borgerhout          | Antwerpen        |
| 2017 | Romanie Schotte             | Brugge              | West-Vlaanderen  |
| 2016 | Lenty Frans                 | Sint-Lenaarts       | Antwerpen        |
| 2015 | Annelies Törös              | Berchem             | Antwerpen        |
| 2014 | Laurence Langen             | Genk                | Limburg          |
| 2013 | Noémie Happart              | Grâce-Hollogne      | Luik             |
| 2012 | Laura Beyne                 | Brussel             | Brussel          |
| 2011 | Justine De Jonckheere       | Wevelgem            | West-Vlaanderen  |
| 2010 | Cilou Annys                 | Brugge              | West-Vlaanderen  |
| 2009 | Zeynep Sever                | Sint-Jans-Molenbeek | Brussel          |
| 2008 | Alizée Poulicek             | Hoei                | Luik             |
| 2007 | Annelien Coorevits          | Wijtschate          | West-Vlaanderen  |
| 2006 | Virginie Claes              | Hasselt             | Limburg          |
| 2005 | Tatiana Silva Braga Tavares | Ukkel               | Brussel          |
| 2004 | Ellen Petri                 | Merksem             | Antwerpen        |
| 2003 | Julie Taton                 | Jambes              | Namen            |
| 2002 | Ann Van Elsen               | Mol                 | Antwerpen        |
| 2001 | Dina Tersago                | Puurs               | Antwerpen        |
| 2000 | Joke van de Velde           | Melle               | Oost-Vlaanderen  |
| 1999 | Brigitta Callens            | Oudenaarde          | Oost-Vlaanderen  |
| 1998 | Tanja Dexters               | Mol                 | Antwerpen        |
| 1997 | Sandrine Corman             | Hendrik-Kapelle     | Luik             |
| 1996 | Laurence Borremans          | Limal               | Waals-Brabant    |
| 1995 | Véronique De Kock           | Schoten             | Antwerpen        |
| 1994 | Ilse De Meulemeester        | Asse                | Vlaams-Brabant   |
| 1993 | Stéphanie Meire             | Brugge              | West-Vlaanderen  |
| 1992 | Sandra Joine                | Antwerpen           | Antwerpen        |
| 1991 | Anke Van dermeersch         | Merksem             | Antwerpen        |
| 1990 | Katia Alens                 | Mortsel             | Antwerpen        |
| 1989 | Anne De Baetzelier          | Gent                | Oost-Vlaanderen  |
| 1988 | Daisy Van Cauwenbergh       | Antwerpen           | Antwerpen        |
| 1987 | Lynn Wesenbeek              | Aartselaar          | Antwerpen        |
| 1986 | Goedele Liekens             | Begijnendijk        | Brabant          |
| 1985 | An Van Den Broeck           | Antwerpen           | Antwerpen        |
| 1984 | Brigitte Muyshondt          | Antwerpen           | Antwerpen        |
| 1983 | Françoise Bostoen           | Roeselare           | West-Vlaanderen  |
| 1982 | Marie-Pierre Lemaître       | Brussel             | Brabant          |
| 1981 | Dominique Van Eeckhoudt     | Brussel             | Brabant          |
| 1980 | Brigitte Billen             | Hasselt             | Limburg          |
| 1979 | Christine Cailliau          | Brussel             | Brabant          |
| 1978 | Maggy Moreau                | Brussel             | Brabant          |
| 1977 | Claudine Vasseur            | Brussel             | Brabant          |
| 1976 | Yvette Aelbrecht            | Brussel             | Brabant          |
| 1975 | Christine Delmelle          | Luik                | Luik             |
| 1974 | Anne-Marie Sikorski         | Luik                | Luik             |
| 1973 | Christiane De Visch         | Antwerpen           | Antwerpen        |
| 1972 | Anne-Marie Roger            | Brussel             | Brabant          |
| 1971 | Martine De Hert             | Antwerpen           | Antwerpen        |
| 1970 | Francine Martin             | Fraiture            | Luik             |
| 1969 | Maud Alin                   | Charleroi           | Henegouwen       |
| 1968 | Sonja Doumen                | Lanklaar            | Limburg          |

### Winnaressen tussen 1928 en 1967
Bron: Het Laatste Nieuws.
| Jaar | Winnares              |
| ---- | --------------------- |
| 1928 | Anne Koyaert          |
| 1929 | Jenny Vanparays       |
| 1930 | Netta Duchâteau       |
| 1931 | Suzanne Daudin        |
| 1932 | Simone Eraerts        |
| 1933 | Georgette Casteels    |
| 1934 | Nadia Benedetti       |
| 1935 | geen verkiezing       |
| 1936 | Laura Torfs           |
| 1937 | Josée Decœur          |
| 1938 | Mary Van Leda         |
| 1939 | Gilberte de Somme     |
| 1940 | geen verkiezing       |
| 1941 | geen verkiezing       |
| 1942 | geen verkiezing       |
| 1943 | geen verkiezing       |
| 1944 | geen verkiezing       |
| 1945 | geen verkiezing       |
| 1946 | Ludovica Bil          |
| 1947 | Yvette Draux          |
| 1948 | Lucienne Van de Weghe |
| 1949 | Andréa Bouillon       |
| 1950 | Nicole Poncelet       |
| 1951 | Lucienne Zadworny     |
| 1952 | Anne-Marie Pauwels    |
| 1953 | Sépia Degehet         |
| 1954 | Nelly Dehem           |
| 1955 | Rosette Ghislain      |
| 1956 | Madeleine Hotelet     |
| 1957 | Jeanne Chandelle      |
| 1958 | Michèle Goethals      |
| 1959 | Diane Hidalgo         |
| 1960 | Huberte Box           |
| 1961 | Jacqueline Oroi       |
| 1962 | Christine Delit       |
| 1963 | Irène Godin           |
| 1964 | Danièle Defrère       |
| 1965 | Lucy Nossent          |
| 1966 | Mireille De Man       |
| 1967 | Mauricette Sironval   |

## Internationaal
Miss België scoorde een aantal keer hoog bij enkele internationale verkiezingen. Een overzicht:
| Jaar | Provincie       | Miss België             | Verkiezing               | Plaats                                               | Awards                                             |
| ---- | --------------- | ----------------------- | ------------------------ | ---------------------------------------------------- | -------------------------------------------------- |
| 2025 | Limburg         | Karen Jansen            | Miss World               | Top 40                                               | Top 32 Miss Sport Top 8 Miss Model                 |
| 2024 | Oost-Vlaanderen | Kedist Deltour          | Miss World               | Top 40                                               | Top 25 Head to Head Challenge Top 20 Miss Model    |
| 2018 | Antwerpen       | Angeline Flor Pua       | Miss World               | Top 30                                               | Top 32 Miss Model                                  |
| 2016 | Antwerpen       | Lenty Frans             | Miss World               | Top 11                                               | Miss World Europe                                  |
| 2015 | Antwerpen       | Annelies Törös          | Miss Universe            | Top 15                                               |                                                    |
| 2013 | Luik            | Noémie Happart          | Miss World               | Top 20                                               | Top 20 Miss Sport 4de plaats Beauty With a Purpose |
| 2010 | West-Vlaanderen | Cilou Annys             | Miss Universe            | Top 14                                               |                                                    |
| 2009 | Brussel         | Zeynep Sever            | Miss Universe            | Top 12                                               |                                                    |
| 2004 | Antwerpen       | Ellen Petri             | Miss World               | —                                                    | Miss Top Model (3de plaats)                        |
| 1996 | Waals-Brabant   | Laurence Borremans      | Miss World               | Top 10                                               |                                                    |
| 1991 | Antwerpen       | Anke Vandermeersch      | Miss Universe            | Top 6                                                |                                                    |
| 1984 | Antwerpen       | Brigitte Muyshondt      | Miss International       | 3de plaats                                           |                                                    |
| 1983 | West-Vlaanderen | Francoise Bostoen       | Miss World               | Top 15                                               |                                                    |
| 1981 | Brussel         | Dominique Van Eeckhoudt | Miss Universe Miss World | 5de plaats Miss Universe 1981 Top 15 Miss World 1981 | Miss United Nations 1981                           |

## Overwinningen per provincies
| Provincie       | Overwinningen | Jaren |
| --------------- | ------------- | --- |
| Antwerpen       | 21            | 1971, 1973, 1984, 1985, 1987, 1988, 1990, 1991, 1992, 1995, 1998, 1999, 2001, 2002, 2004, 2015, 2016, 2018, 2019, 2020, 2022 |
| Luik            | 9             | 1965, 1967, 1970, 1974, 1975, 1979, 1997, 2008, 2013                                                                         |
| Brussel         | 8             | 1976, 1977, 1978, 1981, 1982, 2005, 2009, 2012                                                                               |
| West-Vlaanderen | 6             | 1983, 1993, 2007, 2010, 2011, 2017                                                                                           |
| Limburg         | 5             | 1968, 1980, 2006, 2014, 2025                                                                                                 |
| Vlaams-Brabant  | 4             | 1986, 1989, 1994, 2023 |
| Oost-Vlaanderen | 5             | 1966, 1989, 1999, 2000, 2021, 2024                                                                                           |
| Namen           | 1             | 2003 |
| Waals-Brabant   | 1             | 1996 |
| Henegouwen      | 1             | 1969 |